# Рабочая борьба
«Рабо́чая борьба́» (фр. Lutte Ouvrière, LO) — общепринятое название французской троцкистской коммунистической партии «Коммунистический союз (троцкистский)» (фр. Union Communiste (trotskiste)). Официально «Рабочая борьба» — название еженедельной газеты Коммунистического союза (троцкистского). Робер Барсиа (1928-2009) являлся основателем и руководителем партии. Арлетт Лагийе — представитель партии с 1973 и постоянный кандидат на президентских выборах во Франции. Рабочая борьба входит в Союз коммунистов-интернационалистов, объединяющий также троцкистские группы из Мартиники, Гваделупы, Кот-д'Ивуара, Турции, США и Великобритании.

## История возникновения
История «Рабочей борьбы» начинается с маленькой организации, называвшейся «Троцкистская группа» (затем «Союз коммунистов»), основанной в 1939 году Давидом Корнером («Барта»). Группа ориентировалась исключительно на заводскую борьбу, и участвовала совместно с анархо-синдикалистами в забастовке на «Рено» в 1947 году. Однако участие в забастовке привело к перенапряжению сил (в виду слабости организации), и группа распалась в 1952 году.
После нескольких попыток возродить Троцкистскую группу, Робер Барсиа (известный как «Арди») и Пьер Буа (ведущий активист на заводе «Рено») создали в 1956 году организацию «Голос рабочих» («Voix Ouvrière»).
Организация активно развивалась в 1960-е годы, и издавала несколько регулярных еженедельных заводских бюллетеней, которые массово распространялись. Это было довольно рискованно, так как в тот период компартия удерживала доминирующее положение в рабочем движении. Бывали случаи, когда члены ФКП физически препятствовали распространению бюллетеней «Голос рабочих».
В период «Красного мая» 1968 года организация была запрещена, и с этого времени известна как «Рабочая борьба».

## С 1970-х годов до наших дней

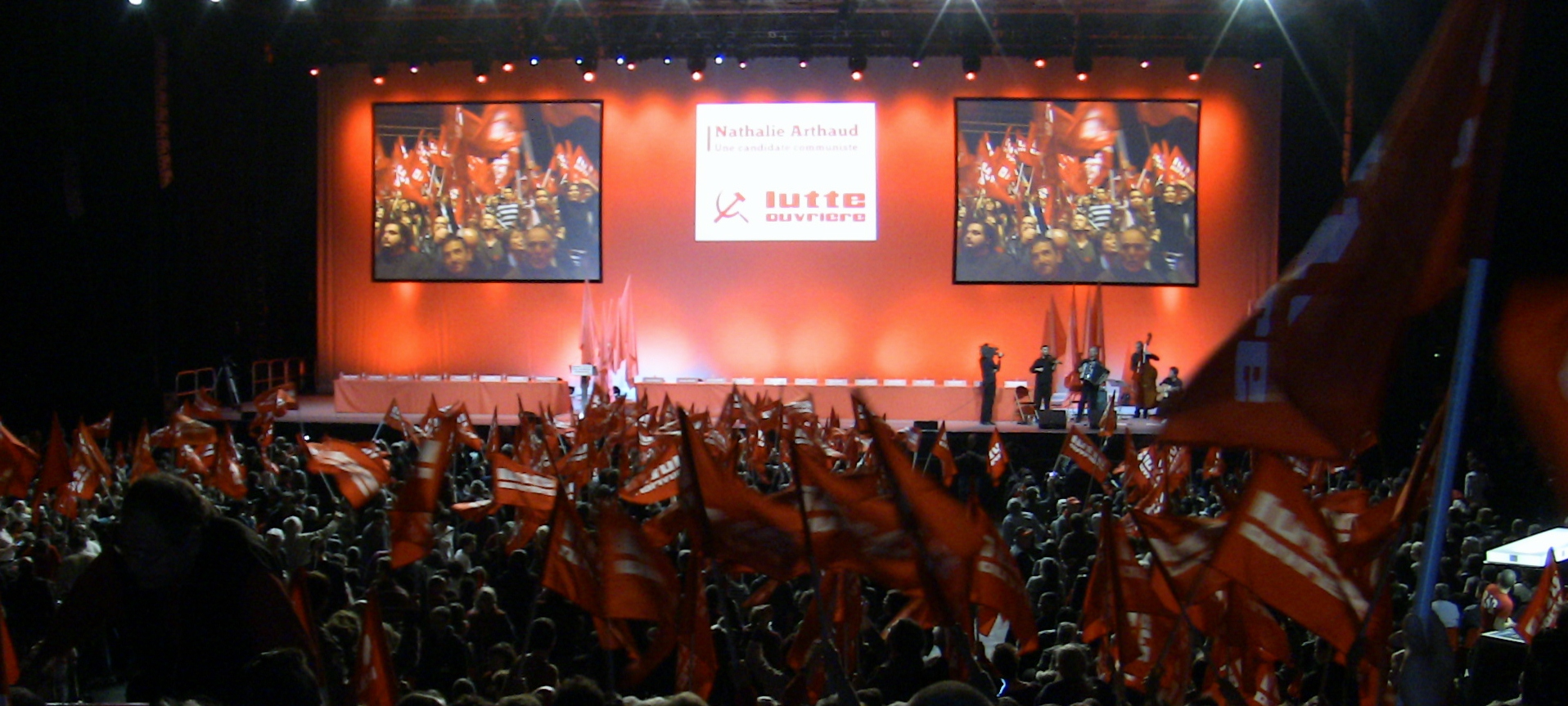
Встреча «Рабочей борьбы» в Париже, 2012 год.

В 1970 году РБ начала дискуссию с Коммунистической лигой (известной позднее как Революционная коммунистическая лига), являющейся французской секцией Четвертого интернационала. После широкой дискуссии обе организации согласовали основу для объединения. Однако организационное объединение тогда не состоялось. В 1976 году дискуссия между была возобновлена. Организации начали издавать совместное еженедельное приложение к их газетам, вести общую избирательную и другие компании. С этого времени РБ и Лига выставляют на некоторых выборах общих кандидатов.
«Рабочая борьба» старается участвовать во всех выборах самостоятельно или в альянсе с РКЛ. Арлетт Лагийе, поэтому, получила известность как «вечный кандидат» РБ на президентских выборах. Однако цепочка прервалась в 2010 году, когда партия выдвинула кандидатом на президентские выборы 2012 года Натали Арто.
Важным элементом публичной деятельности РБ являются ежегодные праздники, проводящиеся за городом, начиная с 1981 года. На них приглашаются представители самых разных политических организаций. Ежегодные праздники «Рабочей борьбы» («Fête de Lutte Ouvrière») — это, наверное, крупнейшие публичные собрания революционных левых в Европе в наше время.
В начале 1970-х произошли два откола от РБ. Первый произошёл в 1974 году в Бордо, и новая организация взяла имя «Союз борьбы», но быстро распалась, и её активисты разошлись по разным группам и тенденциям. Вскоре из числа членов «Союза борьбы» образовалась новая группа, «Combat Communiste», которая присоединилась к Международной социалистической тенденции.
Ещё один откол произошёл после относительно высокого результата Арлетт Лагийе на выборах 1995 года и последовавшего заявления РБ, что возможно формирование новой рабочей партии. Из организации тогда вышло около 100 человек, которые сформировали группу «Голос трудящихся» («Voix des Travailleurs»). Эта группа позже объединилась с другими небольшими организациями. Недавно группа вошла в состав Революционной коммунистической лиги в качестве фракции.

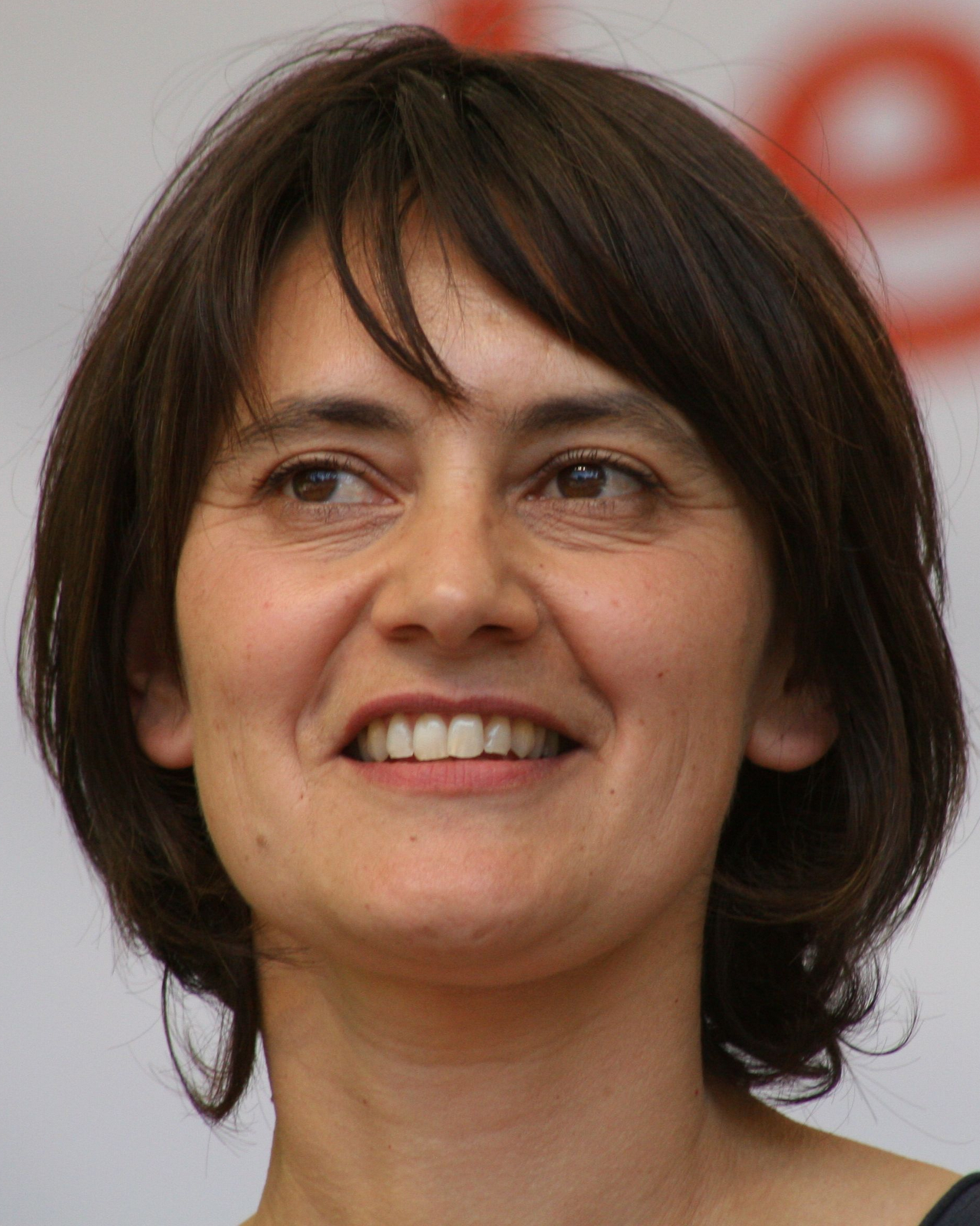
Натали Арто, кандидат РБ на президентских выборах 2012 года.

РБ критикует французский закон 2004 года о секуляризации и заметных религиозных символах в школе, считая этот закон лицемерным приемом Саркози (в то время министра внутренних дел и лидера партии Союз народного движения), для завоевания «одобрения миллионов избирателей, которое, по всей видимости, и было целью этого упражнения в демагогии». По мнению РБ, «Реальная проблема заключается в том, что ношение паранджи, — как символ подчинения женщины своему мужу, отцу, брату или мужчинам в целом, — на протяжении многих лет является одним из пунктов политической кампании некоторых организаций, действующих в фундаменталистской мигрантской среде, которые пытаются утвердить ряд норм внутри мусульманского сообщества Франции, особенно в отношении женщин». Но РБ полагает, что данный закон «только увеличит популярность наиболее реакционных религиозных лидеров среди иммигрантского населения».

## Внутренняя жизнь
В течение долгого времени внутренняя структура организации была скрыта от общественности. Представитель РБ и постоянный кандидат на президентских выборах Арлетт Лагийе была единственным лидером организации, выступающим публично. Среди членов РБ лидеры организации известны только по партийным именам. Кроме того, членам организации нельзя вступать в брак и иметь детей. РБ часто критиковалась как политическая секта такими политическими деятелями, как Даниэль Кон-Бендит, а также изданиями «Юманите» и «Либерасьон». Одновременно присутствующая в организации довольно строгая дисциплина позволяет ей устойчиво существовать в противоположность другим левым группам.

## Участие в выборах
- Президентские выборы (1988), кандидат Арлетт Лагийе — 1,99 % (606 201 голос) — 8 место из 9
- Выборы в Европарламент (1989) — 1,43 % (258 663 голоса) — 0 мандатов
- Региональные выборы (1992), 30 избирательных списков — 1,84 % (215 162 голоса) — 0 мандатов
- Парламентские выборы (1993), 247 кандидатов — 0,89 % (225 964 голоса) — 0 мандатов
- Выборы в Европарламент (1994) — 2,27 % (442 723 голоса) — 0 мандатов
- Президентские выборы (1995), кандидат Арлетт Лагийе — 5,3 % (1 615 653 голоса) — 6 место из 9
- Муниципальные выборы (1995), 52 избирательных списка — 2,8 % (41 059 голосов) — 7 мандатов
- Парламентские выборы (1997), 321 кандидат — 1,66 % (421 745 голосов) — 0 мандатов
- Региональные выборы (1998), 68 департаментов — 4,5 % (782 727 голосов) — 20 мандатов
- Президентские выборы во Франции (2012), кандидат Натали Арто — 0,56 % (202 561 голосов)
- Президентские выборы во Франции (2017), кандидат Натали Арто — 0,64 % (232 428 голосов)
- Президентские выборы во Франции (2022), кандидат Натали Арто  — 0,56 % (197 094 голоса)